# Oitbacka
Oitbacka (finska: Oitmäki) är en by i Kyrkslätt i det finländska landskapet Nyland. Byn ligger söder om Låjärv vid Lappbölevägen.
Oitbacka gård ligger i byn Oitbacka och gården bildar en värdefull byggd kulturmiljö av riksintresse. Gårdens huvudbyggnad har fått sitt nuvarande utseende i slutet av 1800-talet. I byn har även funnits ett mottagningscentrum för asylsökande.